# Zing, vecht, huil, bid, lach, werk en bewonder
Zing, vecht, huil, bid, lach, werk en bewonder is een single uit 1971 van de Nederlandse zanger Ramses Shaffy. Het is een van zijn bekendste en meest geliefde nummers. De zanger wordt begeleid door een orkest onder leiding van Ruud Bos, die ook voor het arrangement tekende.

## Thema
Shaffy zingt een lied dat bestemd is voor een hele reeks mensen die op de een of andere wijze eenzaam, gefrustreerd of ongelukkig zijn. Hij herinnert hen eraan dat dat ze ooit "samen zullen komen" en adviseert hen in het leven te zingen, vechten, huilen, bidden, lachen, werken en bewonderen. Maar "niet zonder ons". Het lied is in feite bedoeld om al deze eenzame en ongelukkige mensen te tonen hoe ze toch plezier in het leven kunnen krijgen en hen eraan te herinneren dat indien ze verenigd zijn ze niet meer eenzaam zullen zijn.
De titel was gebaseerd op een citaat van folkzangeres Joan Baez.

## Hitlijstnotering
Het nummer stond drie weken lang in de Nederlandse hitparade, met een 21ste plaats als hoogste notering.

## Covers, gebruik en ontvangst in de media
- Het Parool riep het lied in 1999 uit tot mooiste Nederlandstalige lied van de 20ste eeuw.
- Het is tevens de titel van Shaffy's autobiografie.
- Een bewerking van het nummer verscheen in 2003 op de B-kant van de cd-single Misschien niet de eeuwigheid van BLØF. Later werd hetzelfde nummer nogmaals uitgebracht op het verzamelwerk van BLØF, getiteld Het eind van het begin.
- In Vic van de Reijts lijst van de 100 beste Nederlandstalige singles eindigde dit nummer op nr. 5.
- Stef Kamil Carlens coverde het tijdens de uitzending van Zo is er maar één, een wedstrijd waar men op zoek ging naar het mooiste Nederlandstalige lied.
- In 2004 werd in het satirische tv-programma Kopspijkers de parodieversie Graai, pak, grijp, jat, naai, pik en bedonder door Alex Klaasen ten gehore gebracht, als aanklacht tegen de graaicultuur in het (Nederlandse) bedrijfsleven.
- Zing, vecht, huil, bid, lach, werk en bewonder werd in de eerste paar maanden van 2009 uitgezonden als achtergrondmuziek bij een promotiefilmpje op RTL 4.
- Het werd ook gebruikt als reclamespot voor het Nederlands voetbal op Canal+, waarbij de tekst gebruikt werd bij toepasselijke beelden en enkele voetballers het refrein meezongen.
- In 2010 verscheen de hervertolking Sing, Fight, Cry, Pray, Laugh, Work and Admire op het album Time is a Thief van Pieter Embrechts en The New Radio Kings.
- Na Shaffy's overlijden verving Beau van Erven Dorens in een tv-programma alle woorden door "Huil" met uitzondering van het laatste woord bewonder. De titel werd alzo: "Huil, huil, huil, huil, huil, huil en bewonder.".[bron?]
- Het nummer werd zowel voor de openingsscène als de eindscène van de in 2020 verschenen Nederlandse Netflix serie "ARES" ingezet.
- Datzelfde jaar werd het lied ook als herkenningsmelodie gebruikt van het televisieprogramma Niet Zonder Ons.
- Het nummer wordt prominent gebruikt in de film Voyage (2013) van regisseur Danny Cheng Wen-Cheung.

## NPO Radio 2 Top 2000
| Nummer met noteringen in de NPO Radio 2 Top 2000 | '99 | '00 | '01 | '02 | '03 | '04 | '05 | '06 | '07 | '08 | '09 | '10 | '11 | '12 | '13 | '14 | '15 | '16 | '17 | '18 | '19 | '20 | '21 | '22 | '23 | '24 |
| ------------------------------------------------ | --- | --- | --- | --- | --- | --- | --- | --- | --- | --- | --- | --- | --- | --- | --- | --- | --- | --- | --- | --- | --- | --- | --- | --- | --- | --- |
| Zing, vecht, huil, bid, lach, werk en bewonder   | 297 | 584 | 548 | 304 | 295 | 235 | 161 | 164 | 267 | 202 | 7   | 65  | 85  | 150 | 140 | 172 | 166 | 163 | 199 | 250 | 167 | 183 | 212 | 319 | 202 | 320 |

1. ↑  Een vetgedrukt getal geeft de hoogste notering aan.

## Evergreen Top 1000
| Evergreen Top 1000 "Zing, vecht, huil, bid, lach, werk en bewonder" | Evergreen Top 1000 "Zing, vecht, huil, bid, lach, werk en bewonder" | Evergreen Top 1000 "Zing, vecht, huil, bid, lach, werk en bewonder" | Evergreen Top 1000 "Zing, vecht, huil, bid, lach, werk en bewonder" | Evergreen Top 1000 "Zing, vecht, huil, bid, lach, werk en bewonder" | Evergreen Top 1000 "Zing, vecht, huil, bid, lach, werk en bewonder" | Evergreen Top 1000 "Zing, vecht, huil, bid, lach, werk en bewonder" | Evergreen Top 1000 "Zing, vecht, huil, bid, lach, werk en bewonder" | Evergreen Top 1000 "Zing, vecht, huil, bid, lach, werk en bewonder" | Evergreen Top 1000 "Zing, vecht, huil, bid, lach, werk en bewonder" | Evergreen Top 1000 "Zing, vecht, huil, bid, lach, werk en bewonder" | Evergreen Top 1000 "Zing, vecht, huil, bid, lach, werk en bewonder" | Evergreen Top 1000 "Zing, vecht, huil, bid, lach, werk en bewonder" | Evergreen Top 1000 "Zing, vecht, huil, bid, lach, werk en bewonder" | Evergreen Top 1000 "Zing, vecht, huil, bid, lach, werk en bewonder" | Evergreen Top 1000 "Zing, vecht, huil, bid, lach, werk en bewonder" | Evergreen Top 1000 "Zing, vecht, huil, bid, lach, werk en bewonder" |
| Jaar                                                                | 2008                                                                | 2009                                                                | 2010                                                                | 2011                                                                | 2012                                                                | 2013                                                                | 2014                                                                | 2015                                                                | 2016                                                                | 2017                                                                | 2018                                                                | 2019                                                                | 2020                                                                | 2021                                                                | 2022                                                                | 2023                                                                |
| ------------------------------------------------------------------- | ------------------------------------------------------------------- | ------------------------------------------------------------------- | ------------------------------------------------------------------- | ------------------------------------------------------------------- | ------------------------------------------------------------------- | ------------------------------------------------------------------- | ------------------------------------------------------------------- | ------------------------------------------------------------------- | ------------------------------------------------------------------- | ------------------------------------------------------------------- | ------------------------------------------------------------------- | ------------------------------------------------------------------- | ------------------------------------------------------------------- | ------------------------------------------------------------------- | ------------------------------------------------------------------- | ------------------------------------------------------------------- |
| Positie                                                             | 340                                                                 | 937                                                                 | 927                                                                 | 927                                                                 | 738                                                                 | 82                                                                  | 119                                                                 | 337                                                                 | 163                                                                 | 198                                                                 | 167                                                                 | 217                                                                 | 139                                                                 | 176                                                                 | 149                                                                 | 185                                                                 |